# 吟遊黙示録マイネリーベ
『吟遊黙示録マイネリーベ』（ぎんゆうもくしろくマイネリーベ、Meine Liebe）は、2004年11月4日から2005年2月3日にかけてアニマックスで放送されたアニメ作品。原作は2001年にコナミから発売されたゲームボーイアドバンス用恋愛シミュレーションゲーム『耽美夢想マイネリーベ』。
2006年1月22日から4月16日にかけて、続編『吟遊黙示録マイネリーベwieder』（ぎんゆうもくしろくマイネリーベヴィーダ）も放送された。これについても本項目で併せて扱う。

## 概要
ヨーロッパの島国「クーヘン王国」にある名門校ローゼンシュトルツ学園。そのトップクラスに在籍する5人のシュトラール（使長候補生）達の活躍を描いた物語。作品全体を通してシリアスな雰囲気をまとっており、発祥が乙女ゲームというわりには、女性キャラがほとんど出てこないところに特徴がある。主役はオルフェレウスであるが、他のシュトラール達にもスポットが当てられている。
第2作『wieder』では、バルトローメーウス校長に代わって赴任してきたヴェルナー校長のほか、生徒側にも新キャラクターが登場。ヴェルナーが「シュトラール候補生」の選出を新しくすると宣言したことで、学園内がこれまでにない雰囲気に包まれていく様子が描かれる。

## 登場人物
キャストは基本的に原作であるゲームに準じている。幼少時代のキャストは本作で設定されたものである。

### メインキャラクター
オルフェレウス
声 - 櫻井孝宏、幼少時代：丸山彩智恵
愛称はオルフェ。シュトラールの1人。水色の制服に白のマントを着けている。誠実な人柄で、国を良くしたいという理想のためにローゼンシュトルツ学園に入学した。エドヴァルドとは幼なじみで大親友だが、ルードヴィッヒとは考え方の違いなどから度々衝突している。2年前のテロで、慕っていた3歳年上の姉ロベルティーネ（声 - かかずゆみ）を失っている。そのトラウマもあり、シュトラールとなって人々に自分のような悲しい思いをさせないような平和な国を作りたいと思っている。
本名はオルフェレウス・フュルスト・フォン・マルメラーデ・ナーエ・ゲルツ（Orpherus Fürst von Marmelade Nahe Görz）。
第2作『wieder』ではその傷も少し癒されたように描かれている。エドとは無二の親友である。ルーイとはその意見・考え方の違いから衝突が絶えないが心の底では認めており、ルーイにかけられた嫌疑を晴らそうと奔走した。
エドヴァルド
声 - 関智一、幼少時代：石橋美佳
愛称はエド。シュトラールの1人。紺色の制服を身に着けている。赤毛と褐色の肌が特徴。オルフェの良き理解者。父のブラウンシュヴァイク子爵と流浪の民との間に生まれた子供であるため、正妻のブラウンシュヴァイク夫人からは憎まれている。音楽が好きで乗馬が得意。
本名はエドヴァルド・マルクグラーフ・フォン・ゼクト・ナーエ・ブラウンシュヴァイク（Eduard Markgraf von Sekt Nahe Braunshweig）。
オルフェの幼い頃からの親友であり、常に彼を心配しているが、一方でオルフェとルーイの仲裁役となることが多い。庶子ということから醜聞の対象となることもあるが、本人は「慣れている」と言って流してしまうところがあい、そのことでブラウンシュヴァイク夫人には憎まれていることも分かっている。幼い頃生き別れた妹を探し続けている。
ルードヴィッヒ
声 - 関俊彦、幼少時代：薛宏美
愛称はルーイ。シュトラールの1人。黒色の制服に紫のマントを着けている。公爵家の長男で、母は国王の妹であるため、王家と関わりが深い。幼いころからエリート教育を受けて育った。世界を意のままにするという野望を持っている。遠縁に当たるカミユやお気に入りのナオジとは仲が良い。理想主義的なオルフェレウスとは対立することもある。
本名はルードヴィッヒ・ヘルツォーク・フォン・モーン・ナーエ・リヒテンシュタイン（Ludwig Herzog von Mohn Nahe Liechtenstein）。
普段は寡黙で人に誤解されがちなことを言うが、根は優しい。その証拠に病弱なカミユの面倒を見たり、ナオジに励ましの言葉をかけたり、母を茶会で慰めたりと数多い。オルフェとは衝突が絶えないが、心の底ではオルフェを認めている。『wieder』の後半に謀反の疑いをかけられてその身を隠す。
カミユ
声 - 保志総一朗、幼少時代：新鹿由美子
愛称はカミユ。シュトラールの1人。赤色の制服に淡黄色のマントを着けている。草花を愛し、よく学園の花の手入れをしている。花と会話ができ、未来を予知する能力がある。幼いころは体が弱く、家族に心配されて屋敷の外へ出ることを禁じられていた。姉と12歳年上の兄がいる。
本名はカミユ・パァルツグラーフ・フォン・ジルヴァーナー・リューネブルク（Camus Pfalzgraf von Silvaner Lüneburg）。
オルフェやルーイを初め、他の人たちからも大事にされている。争いごとが嫌いで、『wieder』ではシュトラール候補生の座を巡って起こる争いごとに嫌気がさし学園を一時辞めてしまう。
石月ナオジ
声 - 石田彰
愛称はナオジ。シュトラールの1人。灰色の制服を身に着けている。日本からクーヘン王国に留学してきた。祖母はクーヘン人。ルードヴィッヒのお気に入り。
日本からの留学生だが、祖母はクーヘン王国の出身という事実からクオーターということになる。動乱を迎えつつある日本から逃すために父がクーヘンへやったという事実を知ってから、クーヘンに残るべくか日本に帰るべくか悩む。ルーイに惹かれていると自分でも言っていたことからルーイとよく供にいて、よくルーイにお茶をつぐ姿が描かれている。
本名は石月直司（いしづき なおじ）。
アイザック
声 - 子安武人
オルフェレウス達に手を貸してくれる謎の男。作家を名乗っているが、正体は英国の諜報員。
『wieder』では「どこかの国のスパイ」という設定が押し出されており、オルフェ達と敵対関係として描かれている。第1作で出てこなかった妹が登場し、妹を守るためにスパイとして働くという意識がある一方、オルフェ達と敵対することに悩んでいる。
本名はサー・アイザック・キャヴェンディッシュ（Sir Isaac Cavendish）。
バルトローメーウス
声 - 楠大典
ローゼンシュトルツ学園の校長。髭と縦ロールが特徴。
ベルーゼ
声 - 平野貴裕
ローゼンシュトルツ学園の教師。貴族を憎んでいる。第1作の黒幕でありラストでオルフェ達の前から姿を消すが、『wieder』ではアイザックや異母兄弟であるヴェルナー校長を使いながら再び国を揺さぶる陰謀を企てる。

### wiederからの登場人物
ヴェルナー
声 - 大川透
ローゼンシュトルツ学園に新たに赴任してきた校長。シュトラール候補生クラスの再編成など学園の改革に乗り出した一方、ベルーゼに力を貸すなど最後までその正体が分からなかった。
ジェラルド
声 - 前田剛
新しく赴任してきた教師。オルフェ達を見守る良き教師として描かれているが、その正体は使長。バルトローメーウス前校長にシュトラール候補生を見守るよう頼まれていた。
ダニエル
声 - 伊藤健太郎
新しくシュトラール候補生となったローゼンシュトルツの生徒。物事を面白がってみたり、おおげさに物事を言ったり、相手の心を揺さぶったりする事を言うクセがあるが、根は悪い奴じゃないとニコラスが言っている通り嫌疑をかけられたルーイに自分の家を提供したりしている。
ちなみに、声優の伊藤健太郎はDVD第七巻の特典CDの中で、ダニエルの風貌を見て「（声を出すのは）無理だと思った」と語っている。
ニコラス
声 - 松風雅也
新しくシュトラール候補生となったローゼンシュトルツの生徒。嫌疑をかけられて身を隠すルーイに、「こんなやり方でライバルを消されるのは気に食わない。実力で他のシュトラール候補生を倒したい」と言っていることからもかなり意思の強い人物。
エルムント
声 - 津田健次郎
新しくシュトラール候補生となったローゼンシュトルツの生徒。学園を辞めてしまったカミユを励ましたりとカミユとのからみが多く描かれている。ダニエルとニコラスといつも一緒にいるが、気質は一番穏やかで二人がやりすぎるといつも止めに入る。
アイロス
声 - 松山鷹志

## 作中用語
ローゼンシュトルツ学園
全寮制の名門校。男子学園と女子学園がある。男子学園では、国王のもとで政治を行う「使長」を養成するための特別クラス「シュトラールクラス」を設置している。
シュトラール
シュトラールクラスに所属する5人の使長候補生のこと。ローゼンシュトルツ学園の学生の中でも、家柄・頭脳・容姿に恵まれ、クーヘン聖教の信託を受けた者だけが選ばれる。

## スタッフ
吟遊黙示録マイネリーベ
- 原作 - コナミコンピュータエンタテインメントジャパン
- 監督 - 真下耕一
- 監督補佐 - 川面真也
- シリーズ構成 - 面出明美
- キャラクター原案 - 由貴香織里
- キャラクターデザイン - 芝美奈子
- メカニックデザイン - 寺岡賢司、肥塚正史（第7話から）
- 美術監督 - 海野よしみ
- 色彩設計 - 小島真喜子

- 撮影監督 - 青木孝司、武原健二
- 編集 - 高山智江子
- 音楽 - 平野義久
- アフレコ演出 - 三ツ矢雄二
- 音響演出 - ハマノカズゾウ
- プロデューサー - 八木那央子
- アニメーション制作 - ビィートレイン
- 制作協力 - アニマックスブロードキャスト・ジャパン
- 製作 - マイネリーベ製作委員会

吟遊黙示録マイネリーベwieder
上記から異動があったものを記載。
- 監督 - 川面真也
- キャラクターデザイン - 芝美奈子、山下喜光
- コンセプトデザイン（メカニックデザイン） - 肥塚正史、毬雄一
- 撮影監督 - 加茂あゆみ
- 編集 - 及川雪江
- 音楽 - 蓑部雄崇
- プロデューサー - 八木那央子、伊藤誠、井出美恵

## 主題歌
吟遊黙示録マイネリーベ
- オープニングテーマ「刻印」
- エンディングテーマ「顔」

2曲ともに、作詞 - TAPIKO / 作曲 - POM / 編曲 - can/goo & 時乗浩一郎 / 歌 - can/goo
吟遊黙示録マイネリーベwieder
- オープニングテーマ「暁」
- エンディングテーマ「幾億のシャンデリア」

2曲ともに、作詞 - 将 / 作曲・歌 - アリス九號.

## 各話リスト
| 話数                         | サブタイトル           | 脚本                   | 絵コンテ               | 演出                       | 作画監督               |
| 吟遊黙示録マイネリーベ       | 吟遊黙示録マイネリーベ | 吟遊黙示録マイネリーベ | 吟遊黙示録マイネリーベ | 吟遊黙示録マイネリーベ     | 吟遊黙示録マイネリーベ |
| ---------------------------- | ---------------------- | ---------------------- | ---------------------- | -------------------------- | ---------------------- |
| 1                            | 誇り                   | 面出明美               | 澤井幸次               | 川面真也                   | 芝美奈子               |
| 2                            | 醜聞                   | 面出明美               | 守岡博                 | 守岡博                     | 岩岡優子               |
| 3                            | 蕾み                   | 面出明美               | 黒川智之               | 黒川智之                   | 番由紀子 芝美奈子      |
| 4                            | 異国                   | 川崎ヒロユキ           | 澤井幸次               | 黒澤雅之                   | 津幡佳明               |
| 5                            | 孤高                   | 面出明美               | 澤井幸次               | 川面真也                   | 門智昭                 |
| 6                            | 任務                   | 川崎ヒロユキ           | 有江勇樹               | 有江勇樹                   | 竹上貴雄               |
| 7                            | 笑顔                   | 面出明美               | 守岡博                 | 守岡博                     | 芝美奈子               |
| 8                            | 手段                   | 川崎ヒロユキ           | 澤井幸次               | 黒川智之                   | 門智昭                 |
| 9                            | 鏡像                   | 面出明美               | 澤井幸次               | 川面真也                   | 番由紀子               |
| 10                           | 濁乱                   | 川崎ヒロユキ           | 黒澤雅之               | 有江勇樹                   | 竹上貴雄               |
| 11                           | 現実                   | 面出明美               | 澤井幸次               | 黒川智之                   | 西澤真也               |
| 12                           | 廃墟                   | 面出明美               | 守岡博                 | 守岡博                     | 吉田和香子             |
| 13                           | 理念                   | 面出明美               | 川面真也               | 川面真也                   | 芝美奈子               |
| 吟遊黙示録マイネリーベwieder |                        |                        |                        |                            |                        |
| 1                            | 序曲                   | 面出明美               | 川面真也               | 川面真也                   | 山下喜光               |
| 2                            | 革命                   | 面出明美               | 山本秀世               | 山本秀世                   | 石川智美               |
| 3                            | 勝者                   | 面出明美               | 山本秀世               | 清水久敏                   | 毬雄一                 |
| 4                            | 焦燥                   | 面出明美               | 川面真也               | 川面真也                   | 芝美奈子               |
| 5                            | 冷雨                   | 面出明美               | 守岡博                 | 川面真也 山本秀世 清水久敏 | 山下喜光               |
| 6                            | 楽園                   | 面出明美               | 澤井幸次               | 清水久敏                   | 佐々木睦美             |
| 7                            | 起点                   | 面出明美               | 澤井幸次               | 磨積良亜澄                 | 小谷杏子               |
| 8                            | 陽光                   | 面出明美               | 山本秀世               | 山本秀世                   | つばたよしあき         |
| 9                            | 逃亡                   | 面出明美               | 守岡博                 | 太田知章                   | 毬雄一                 |
| 10                           | 錯綜                   | 面出明美               | 山下喜光               | 清水久敏                   | 山下喜光               |
| 11                           | 暗影                   | 面出明美               | 澤井幸次               | 磨積良亜澄                 | 佐々木睦美             |
| 12                           | 対峙                   | 面出明美               | 山本秀世               | 山本秀世                   | 青井若子               |
| 13                           | 希望                   | 面出明美               | 川面真也               | 川面真也                   | 山下喜光               |

## 関連作品
原作のゲームボーイアドバンス用ゲーム『耽美夢想マイネリーベ』、リメイク版のプレイステーション2用ゲーム『マイネリーベ〜優美なる記憶〜』、続編のプレイステーション2用ゲーム『マイネリーベII（ツヴァイ）〜誇りと正義と愛〜』、漫画『マイネリーベ〜永遠なる夢想曲（トロイメライ）〜』などのメディアミックス作品がある。

### 吟遊黙示録マイネリーベ
音楽CD
- 吟遊黙示録マイネリーベ オリジナルサウンドトラック Capriccio （キングレコード、2005年1月26日発売） KICA-00684

ドラマCD
- 吟遊黙示録マイネリーベ ドラマCD1 - 心の迷宮 （ジェネオンエンタテインメント、2005年3月10日発売） GNCA-1038
- 吟遊黙示録マイネリーベ ドラマCD2 - 疑惑の夢 （ジェネオンエンタテインメント、2005年4月1日発売） GNCA-1039
- 吟遊黙示録マイネリーベ ドラマCD3 - 策略の彼方 （ジェネオンエンタテインメント、2005年5月13日発売） GNCA-1040
- 吟遊黙示録マイネリーベ ドラマCDスペシャル - シュトラール候補生の休暇 （ジェネオンエンタテインメント、2005年8月10日発売） GNCA-7031

書籍
- マイネリーベ 〜甘やかな時間〜 オフィシャルファンブック （コナミメディアエンタテインメント、2005年8月9日発売） ISBN 978-4-861-55060-7
- ノベル版 吟遊黙示録マイネリーベ 運命の出会い （白泉社、2005年8月19日発売） ISBN 978-4-592-73229-7
- 小説 - ごとうしのぶ
- イラスト - 伊沢玲
- キャラクター原案 - 由貴香織里

### 吟遊黙示録マイネリーベwieder
DVD
- 吟遊黙示録マイネリーベwieder 第1楽章〜第7楽章

音楽CD

- 吟遊黙示録マイネリーベwieder Original Sound Track （マーベラスエンターテイメント、2006年4月21日発売） MJCD-20055
- 吟遊黙示録マイネリーベwieder キャラクターCD

1. オルフェレウス （マーベラスエンターテイメント、2006年7月21日発売） MJCD-20066
2. エドヴァルド （マーベラスエンターテイメント、2006年7月21日発売） MJCD-20067
3. カミユ （マーベラスエンターテイメント、2006年7月21日発売） MJCD-20068
4. ルードヴィッヒ （マーベラスエンターテイメント、2006年10月25日発売） MJCD-20075
5. ナオジ （マーベラスエンターテイメント、2006年10月25日発売） MJCD-20076
6. アイザック （マーベラスエンターテイメント、2006年10月25日発売） MJCD-20077

- 吟遊黙示録マイネリーベwieder Vocal Best Collection （マーベラスエンターテイメント、2007年2月23日発売） MJCD-20087

ドラマCD
- 吟遊黙示録マイネリーベwieder ドラマCD Vol.1 - 青嵐の刻 （マーベラスエンターテイメント、2006年4月21日発売） MJCD-20056
- 吟遊黙示録マイネリーベwieder ドラマCD Vol.2 - 鴇色の旅 （マーベラスエンターテイメント、2006年6月23日発売） MJCD-20063